# All-Ireland Senior Football Championship
L'All-Ireland Senior Football Championship è il più importante torneo irlandese di Calcio gaelico ad eliminazione diretta. La competizione è organizzata dalla Gaelic Athletic Association e si disputa durante i mesi estivi tra le rappresentative delle contee. La All-Ireland Football Final, la finale, si disputa durante la terza domenica di settembre presso lo stadio Croke Park di Dublino. Il trofeo è la Sam Maguire Cup. Vi partecipano tutte le contee irlandesi, eccezion fatta per Kilkenny, più le rappresentative di Londra e New York. Le squadre più titolate sono Kerry (38 titoli) e Dublino (31). Armagh è campione in carica, avendo sconfitto in finale Galway il 28 luglio 2024.

## Formato

### Attuale (dal 2001)

#### Fase iniziale

Le contee del Connacht sono in giallo, quelle del Leinster in arancione, quelle del Munster in blu e quelle dell'Ulster in verde

La fase iniziale del torneo prevede la disputa, da parte delle contee, dei provincial championships. In questi tornei, organizzati dai provincial boards, si possono sfidare tra loro solo le squadre che appartengono alla stessa provincia. Le quattro squadre che conseguono il titolo provinciale sono ammesse direttamente, come teste di serie, ai quarti di finale All-Ireland. I tornei provinciali sono i seguenti. Tra parentesi è indicato il numero di titoli provinciali che la singola contea si è aggiudicata nel corso della sua storia.

##### Connacht Senior Football Championship
Vi partecipano 5 contee irlandesi, più le rappresentative di New York e Londra.
- Mayo (46)
- Galway (44)
- Roscommon (20)
- Sligo (3)
- Leitrim (2)
- Londra (0)
- New York (0)

Fino alla fine degli anni 80 la provincia era la terza in Irlanda per numero di titoli conseguiti. Tuttavia gli exploit delle contee dell'Ulster, a partire dal 1991, hanno relegato il Connacht all'ultimo posto nell'albo d'oro della competizione. Le sue contee hanno ottenuto il minor numero totale di vittorie (14), di finali (32) e hanno la peggiore percentuale in quanto a finali All-Ireland vinte 43,75% che è l'unica sotto il 50% tra tutte le province irlandesi. La provincia è anche quella col minor numero di contee ad essersi aggiudicate il titolo, e ad avere preso parte alla finale, solo 3 (in tutti e due i casi Mayo, Galway e Roscommon). Mayo, per di più, è la contea ad avere perso il maggior numero di finali consecutivamente, 7 dal 1989 ad oggi.

##### Leinster Senior Football Championship
Vi partecipano 11 contee.
- Dublino (52)
- Meath (21)
- Kildare (13)
- Wexford (10)
- Longford (10)
- Offaly (10)

- Louth (8)
- Laois (6)
- Carlow (1)
- Wicklow (0)
- Westmeath (1)

Il Leinster è la seconda provincia più titolata d'Irlanda, con 44 titoli All-Ireland in bacheca ed è quella che ha perso più finali, 38, vantando così una percentuale di vittorie in finale pari a 53,66%. Vanta comunque due record, entrambi condivisi con l'Ulster, ossia di essere la provincia col maggior numero di contee ad avere ottenuto il successo nel torneo nazionale, ben 6 e quella col maggior numero di contee ad avere preso parte alla finale, 7.

##### Munster Senior Football Championship
Vi partecipano 6 contee.
- Kerry (75)
- Cork (37)
- Tipperary (9)

- Clare (2)
- Waterford (1)
- Limerick (1)

Il Munster è la provincia più titolata della competizione. Detiene molti record: maggior numero di successi (49), contea più vincente nella competizione (Kerry con 36 trionfi), la contea ad avere disputate il maggior numero di finali (Kerry con 55 finali), la migliore percentuale in quanto a finali vinte su quelle disputate (57%), oltre che il maggior numero di finali disputate (86).

##### Ulster Senior Football Championship
Vi partecipano 9 contee.
- Cavan (39)
- Armagh (14)
- Tyrone (13)
- Monaghan (14)
- Down (12)

- Antrim (10)
- Donegal (7)
- Derry (7)
- Fermanagh (0)

La provincia, fino alla fine degli anni 80 la meno titolata d'Irlanda, ha conosciuto un vero exploit a partire dal 1991, ottenendo ben 9 vittorie, lasciando l'ultimo posto nell'albo d'oro al Connacht, che nello stesso lasso di tempo ha ottenuto due soli trionfi. Vanta due record, entrambi condivisi con il Leinster, ossia di essere la provincia col maggior numero di contee ad avere ottenuto il successo nel torneo nazionale, ben 6 e quella col maggior numero di contee ad avere preso parte alla finale, 7.

#### Ripescaggi
Le ventotto squadre che sono state eliminate hanno un'ulteriore opportunità di raggiungere la serie finale tramite le All Ireland Qualifiers (conosciute come "Back Door") che si tengono a giugno e luglio.
Le qualificazioni sono articolate in questa maniera.
- Primo turno: le 16 squadre che non hanno raggiunto le semifinali dei propri tornei provinciali vengono appaiate tramite sorteggio. Le otto vincitrici possono accedere al secondo turno, le altre sono definitivamente eliminate.
- Secondo turno: le otto vincitrici del primo turno sfidano le otto semifinaliste perdenti dopo essere state appaiate tramite sorteggio. Le otto vincitrici accedono al terzo turno, le altre sono definitivamente eliminate.
- Terzo turno: le vincitrici del turno precedente sono appaiate tramite sorteggio e si sfidano. Le quattro vincitrici di queste quattro partite accedono al quarto turno.
- Quarto turno: le vincitrici del terzo turno sfidano le finaliste provinciali perdenti (vengono anche in questo caso appaiate tramite sorteggio). Le quattro vincitrici sfideranno i campioni provinciali nell'All-Ireland Series.

#### All-Ireland series
- All Ireland super 8s: le vincitrici dei tornei provinciali e le squadre che hanno vinto il quarto turno del ripescaggio vengono divise in due gruppi da quattro squadre ciascuno che si disputano con partite di sola andata; le prime avanzano al turno successivo.
- All Ireland semi finals: le vincitrici e le seconde classificate dell'All Ireland super 8s si sfidano chi vince accede alla finalissima.
- All Ireland final: le vincitrici delle semifinali si sfidano. La vincitrice si aggiudica la Sam Maguire Cup.

Le partite di questa fase si giocano sempre a Croke Park, eccezion fatta per i replay che talvolta vengono disputati in campo neutro, a metà strada tra le contee contendenti. Nei primi anni in cui fu introdotto il sistema attuale (dal 2001) i quarti erano solitamente giocati in campo neutro, mentre le semifinali e le finali sono sempre disputate a Croke Park.

### Passato (dal 1887 al 2000)
Fino all'edizione del 2000 il torneo era esattamente uguale a quello attuale, con la differenza che non ammetteva turni di ripescaggio. Pertanto alle All-Ireland Series potevano accedere solo ed esclusivamente le squadre che nello stesso anno avevano conquistato il titolo provinciale. Pertanto la fase finale constava solo di tre sole partite: le due semifinali e la finalissima.

## Storia dell'All-Ireland Final
|  | Finale vinta dopo il Replay, riga con sfondo blu chiaro |
|  | Finale non giocata, riga con sfondo rosa chiaro         |

| Anno | Data                                                                                               | Stadio                                                                                             | Spettatori                                                                                         | Vincitore                                                                                          | Punteggio                                                                                          | Finalista                                                                                          | Punteggio                                                                                          |
| ---- | -------------------------------------------------------------------------------------------------- | -------------------------------------------------------------------------------------------------- | -------------------------------------------------------------------------------------------------- | -------------------------------------------------------------------------------------------------- | -------------------------------------------------------------------------------------------------- | -------------------------------------------------------------------------------------------------- | -------------------------------------------------------------------------------------------------- |
| 1887 | 29 aprile 1888                                                                                     | Clonskeagh                                                                                         | 7 000                                                                                              | Limerick                                                                                           | 1-4                                                                                                | Louth                                                                                              | 0-3                                                                                                |
| 1888 | (Championship non terminata poiché il comitato GAA andò all'estero per promuovere lo sport stesso) | (Championship non terminata poiché il comitato GAA andò all'estero per promuovere lo sport stesso) | (Championship non terminata poiché il comitato GAA andò all'estero per promuovere lo sport stesso) | (Championship non terminata poiché il comitato GAA andò all'estero per promuovere lo sport stesso) | (Championship non terminata poiché il comitato GAA andò all'estero per promuovere lo sport stesso) | (Championship non terminata poiché il comitato GAA andò all'estero per promuovere lo sport stesso) | (Championship non terminata poiché il comitato GAA andò all'estero per promuovere lo sport stesso) |
| 1889 | 20 ottobre                                                                                         | Inchicore                                                                                          | 1 500                                                                                              | Louth                                                                                              | 3-6                                                                                                | Laois                                                                                              | 0-0                                                                                                |
| 1890 | 26 giugno 1892                                                                                     | Clonturk                                                                                           | 1 000                                                                                              | Cork                                                                                               | 2-4                                                                                                | Wexford                                                                                            | 0-1                                                                                                |
| 1891 | 28 febbraio 1892                                                                                   | Clonturk                                                                                           | 2 000                                                                                              | Dublino                                                                                            | 2-1                                                                                                | Cork                                                                                               | 1-9                                                                                                |
| 1892 | 26 marzo 1893                                                                                      | Clonturk                                                                                           | 5 000                                                                                              | Dublino                                                                                            | 1-4                                                                                                | Roscommon                                                                                          | 1-0                                                                                                |
| 1893 | 24 giugno 1894                                                                                     | Phoenix Park                                                                                       | 1 000                                                                                              | Wexford                                                                                            | 1-1                                                                                                | Cork                                                                                               | 0-1                                                                                                |
| 1894 | 21 aprile 1894                                                                                     | Thurles                                                                                            | 10 000                                                                                             | Dublino                                                                                            | 0-5                                                                                                | Cork                                                                                               | 1-2                                                                                                |
| 1895 | 15 marzo 1896                                                                                      | Jones' Road                                                                                        | 8 000                                                                                              | Tipperary                                                                                          | 0-4                                                                                                | Meath                                                                                              | 0-3                                                                                                |
| 1896 | 6 febbraio 1898                                                                                    | Jones' Road                                                                                        | 3 500                                                                                              | Limerick                                                                                           | 1-5                                                                                                | Dublino                                                                                            | 0-7                                                                                                |
| 1897 | 5 febbraio 1899                                                                                    | Jones' Road                                                                                        | 4 000                                                                                              | Dublino                                                                                            | 2-6                                                                                                | Cork                                                                                               | 0-2                                                                                                |
| 1898 | 8 aprile 1900                                                                                      | Tipperary                                                                                          | 1 000                                                                                              | Dublino                                                                                            | 2-8                                                                                                | Waterford                                                                                          | 0-4                                                                                                |
| 1899 | 10 febbraio 1901                                                                                   | Jones' Road                                                                                        | 2 000                                                                                              | Dublino                                                                                            | 1-10                                                                                               | Cork                                                                                               | 0-6                                                                                                |
| 1900 | 26 ottobre 1902                                                                                    | Jones' Road                                                                                        | 2 000                                                                                              | Tipperary                                                                                          | 3-7                                                                                                | Londra                                                                                             | 0-2                                                                                                |
| 1901 | 2 agosto 1903                                                                                      | Jones' Road                                                                                        | 2 000                                                                                              | Dublino                                                                                            | 0-14                                                                                               | Londra                                                                                             | 0-2                                                                                                |
| 1902 | 11 settembre 1904                                                                                  | Cork                                                                                               | 10 000                                                                                             | Dublino                                                                                            | 2-8                                                                                                | Londra                                                                                             | 0-4                                                                                                |
| 1903 | 12 novembre 1905                                                                                   | Jones' Road                                                                                        | 10 000                                                                                             | Kerry                                                                                              | 0-11                                                                                               | Londra                                                                                             | 0-3                                                                                                |
| 1904 | 1º luglio 1906                                                                                     | Cork                                                                                               | 10 000                                                                                             | Kerry                                                                                              | 0-5                                                                                                | Dublino                                                                                            | 0-2                                                                                                |
| 1905 | 16 giugno 1906                                                                                     | Thurles                                                                                            | 15 000                                                                                             | Kildare                                                                                            | 1-7                                                                                                | Kerry                                                                                              | 0-5                                                                                                |
| 1906 | 20 ottobre 1907                                                                                    | Athy                                                                                               | 8 000                                                                                              | Dublino                                                                                            | 0-5                                                                                                | Cork                                                                                               | 0-4                                                                                                |
| 1907 | 5 luglio 1908                                                                                      | Tipperary                                                                                          | 5 000                                                                                              | Dublino                                                                                            | 0-6                                                                                                | Cork                                                                                               | 0-2                                                                                                |
| 1908 | 3 ottobre 1909                                                                                     | Jones' Road                                                                                        | 10 000                                                                                             | Dublino                                                                                            | 1-10                                                                                               | Londra                                                                                             | 0-4                                                                                                |
| 1909 | 5 dicembre                                                                                         | Jones' Road                                                                                        | 16 000                                                                                             | Kerry                                                                                              | 1-9                                                                                                | Louth                                                                                              | 0-6                                                                                                |
| 1910 | 13 novembre 1910                                                                                   | Jones' Road                                                                                        | | Louth                                                                                              | W/O                                                                                                | Kerry                                                                                              | Scratch                                                                                            |
| 1911 | 14 gennaio 1912                                                                                    | Jones' Road                                                                                        | 11 000                                                                                             | Cork                                                                                               | 6-6                                                                                                | Antrim                                                                                             | 1-2                                                                                                |
| 1912 | 3 novembre                                                                                         | Jones' Road                                                                                        | 13 000                                                                                             | Louth                                                                                              | 1-7                                                                                                | Antrim                                                                                             | 1-2                                                                                                |
| 1913 | 14 dicembre                                                                                        | Croke Park                                                                                         | 17 000                                                                                             | Kerry                                                                                              | 2-2                                                                                                | Wexford                                                                                            | 0-3                                                                                                |
| 1914 | 29 novembre                                                                                        | Croke Park                                                                                         | 20 000                                                                                             | Kerry                                                                                              | 2-3                                                                                                | Wexford                                                                                            | 0-6                                                                                                |
| 1915 | 7 novembre                                                                                         | Croke Park                                                                                         | 27 000                                                                                             | Wexford                                                                                            | 2-4                                                                                                | Kerry                                                                                              | 2-1                                                                                                |
| 1916 | 17 dicembre                                                                                        | Croke Park                                                                                         | 3 000                                                                                              | Wexford                                                                                            | 3-4                                                                                                | Mayo                                                                                               | 1-2                                                                                                |
| 1917 | 9 dicembre                                                                                         | Croke Park                                                                                         | 6 500                                                                                              | Wexford                                                                                            | 0-9                                                                                                | Clare                                                                                              | 0-5                                                                                                |
| 1918 | 16 febbraio 1919                                                                                   | Croke Park                                                                                         | 12 000                                                                                             | Wexford                                                                                            | 0-5                                                                                                | Tipperary                                                                                          | 0-4                                                                                                |
| 1919 | 28 settembre                                                                                       | Croke Park                                                                                         | 32 000                                                                                             | Kildare                                                                                            | 2-5                                                                                                | Galway                                                                                             | 0-1                                                                                                |
| 1920 | 11 giugno 1922                                                                                     | Croke Park                                                                                         | 17 000                                                                                             | Tipperary                                                                                          | 1-6                                                                                                | Dublino                                                                                            | 1-2                                                                                                |
| 1921 | 17 giugno 1923                                                                                     | Croke Park                                                                                         | 16 000                                                                                             | Dublino                                                                                            | 1-9                                                                                                | Mayo                                                                                               | 0-2                                                                                                |
| 1922 | 7 ottobre 1923                                                                                     | Croke Park                                                                                         | 11,792                                                                                             | Dublino                                                                                            | 0-6                                                                                                | Galway                                                                                             | 0-4                                                                                                |
| 1923 | 28 settembre 1924                                                                                  | Croke Park                                                                                         | 18 500                                                                                             | Dublino                                                                                            | 1-5                                                                                                | Kerry                                                                                              | 1-3                                                                                                |
| 1924 | 16 aprile 1925                                                                                     | Croke Park                                                                                         | 28,844                                                                                             | Kerry                                                                                              | 0-4                                                                                                | Dublino                                                                                            | 0-3                                                                                                |
| 1925 | | Croke Park                                                                                         | | Galway                                                                                             | 3-2                                                                                                | Cavan                                                                                              | 1-2                                                                                                |
| 1926 | 17 ottobre                                                                                         | Croke Park                                                                                         | 35 500                                                                                             | Kerry                                                                                              | 1-4                                                                                                | Kildare                                                                                            | 0-4                                                                                                |
| 1927 | 25 settembre                                                                                       | Croke Park                                                                                         | 36,529                                                                                             | Kildare                                                                                            | 0-5                                                                                                | Kerry                                                                                              | 0-3                                                                                                |
| 1928 | 30 settembre                                                                                       | Croke Park                                                                                         | 24 700                                                                                             | Kildare                                                                                            | 2-6                                                                                                | Cavan                                                                                              | 2-5                                                                                                |
| 1929 | 22 settembre                                                                                       | Croke Park                                                                                         | 43,839                                                                                             | Kerry                                                                                              | 1-8                                                                                                | Kildare                                                                                            | 1-5                                                                                                |
| 1930 | 28 settembre                                                                                       | Croke Park                                                                                         | 33,280                                                                                             | Kerry                                                                                              | 3-11                                                                                               | Monaghan                                                                                           | 0-2                                                                                                |
| 1931 | 27 settembre                                                                                       | Croke Park                                                                                         | 42 350                                                                                             | Kerry                                                                                              | 1-11                                                                                               | Kildare                                                                                            | 0-8                                                                                                |
| 1932 | 25 settembre                                                                                       | Croke Park                                                                                         | 25,816                                                                                             | Kerry                                                                                              | 2-7                                                                                                | Mayo                                                                                               | 2-4                                                                                                |
| 1933 | 24 settembre                                                                                       | Croke Park                                                                                         | 45,188                                                                                             | Cavan                                                                                              | 2-5                                                                                                | Galway                                                                                             | 1-4                                                                                                |
| 1934 | 23 settembre                                                                                       | Croke Park                                                                                         | 36,143                                                                                             | Galway                                                                                             | 3-5                                                                                                | Dublino                                                                                            | 1-9                                                                                                |
| 1935 | 22 settembre                                                                                       | Croke Park                                                                                         | 50,380                                                                                             | Cavan                                                                                              | 3-6                                                                                                | Kildare                                                                                            | 2-5                                                                                                |
| 1936 | 27 settembre                                                                                       | Croke Park                                                                                         | 50,168                                                                                             | Mayo                                                                                               | 4-11                                                                                               | Laois                                                                                              | 0-5                                                                                                |
| 1937 | 17 ottobre                                                                                         | Croke Park                                                                                         | 51,234                                                                                             | Kerry                                                                                              | 4-4                                                                                                | Cavan                                                                                              | 1-7                                                                                                |
| 1938 | 23 ottobre                                                                                         | Croke Park                                                                                         | 47,851                                                                                             | Galway                                                                                             | 2-4                                                                                                | Kerry                                                                                              | 0-7                                                                                                |
| 1939 | 24 settembre                                                                                       | Croke Park                                                                                         | 46,828                                                                                             | Kerry                                                                                              | 2-5                                                                                                | Meath                                                                                              | 2-3                                                                                                |
| 1940 | 22 settembre                                                                                       | Croke Park                                                                                         | 60,821                                                                                             | Kerry                                                                                              | 0-7                                                                                                | Galway                                                                                             | 1-3                                                                                                |
| 1941 | 7 settembre                                                                                        | Croke Park                                                                                         | 45,512                                                                                             | Kerry                                                                                              | 1-8                                                                                                | Galway                                                                                             | 0-7                                                                                                |
| 1942 | 20 settembre                                                                                       | Croke Park                                                                                         | 37,105                                                                                             | Dublino                                                                                            | 1-10                                                                                               | Galway                                                                                             | 1-8                                                                                                |
| 1943 | 10 ottobre                                                                                         | Croke Park                                                                                         | 47,193                                                                                             | Roscommon                                                                                          | 2-7                                                                                                | Cavan                                                                                              | 2-2                                                                                                |
| 1944 | 24 settembre                                                                                       | Croke Park                                                                                         | 79,245                                                                                             | Roscommon                                                                                          | 1-9                                                                                                | Kerry                                                                                              | 2-4                                                                                                |
| 1945 | 23 settembre                                                                                       | Croke Park                                                                                         | 67,329                                                                                             | Cork                                                                                               | 2-5                                                                                                | Cavan                                                                                              | 0-7                                                                                                |
| 1946 | 27 ottobre                                                                                         | Croke Park                                                                                         | 65,661                                                                                             | Kerry                                                                                              | 2-8                                                                                                | Roscommon                                                                                          | 0-10                                                                                               |
| 1947 | 14 settembre                                                                                       | Polo Grounds, New York                                                                             | 34,491                                                                                             | Cavan                                                                                              | 2-11                                                                                               | Kerry                                                                                              | 2-7                                                                                                |
| 1948 | 26 settembre                                                                                       | Croke Park                                                                                         | 74,645                                                                                             | Cavan                                                                                              | 4-5                                                                                                | Mayo                                                                                               | 4-4                                                                                                |
| 1949 | 25 settembre                                                                                       | Croke Park                                                                                         | 79 460                                                                                             | Meath                                                                                              | 1-10                                                                                               | Cavan                                                                                              | 1-6                                                                                                |
| 1950 | 24 settembre                                                                                       | Croke Park                                                                                         | 76,174                                                                                             | Mayo                                                                                               | 2-5                                                                                                | Louth                                                                                              | 1-6                                                                                                |
| 1951 | 23 settembre                                                                                       | Croke Park                                                                                         | 78,201                                                                                             | Mayo                                                                                               | 2-8                                                                                                | Meath                                                                                              | 0-9                                                                                                |
| 1952 | 12 ottobre                                                                                         | Croke Park                                                                                         | 62,515                                                                                             | Cavan                                                                                              | 0-9                                                                                                | Meath                                                                                              | 0-5                                                                                                |
| 1953 | 27 settembre                                                                                       | Croke Park                                                                                         | 86,155                                                                                             | Kerry                                                                                              | 0-13                                                                                               | Armagh                                                                                             | 1-6                                                                                                |
| 1954 | 26 settembre                                                                                       | Croke Park                                                                                         | 75,276                                                                                             | Meath                                                                                              | 1-13                                                                                               | Kerry                                                                                              | 1-7                                                                                                |
| 1955 | 25 settembre                                                                                       | Croke Park                                                                                         | 87,102                                                                                             | Kerry                                                                                              | 0-12                                                                                               | Dublino                                                                                            | 1-6                                                                                                |
| 1956 | 7 ottobre                                                                                          | Croke Park                                                                                         | 70,772                                                                                             | Galway                                                                                             | 2-13                                                                                               | Cork                                                                                               | 3-7                                                                                                |
| 1957 | 22 settembre                                                                                       | Croke Park                                                                                         | 72,732                                                                                             | Louth                                                                                              | 1-9                                                                                                | Cork                                                                                               | 1-7                                                                                                |
| 1958 | 28 settembre                                                                                       | Croke Park                                                                                         | 73,371                                                                                             | Dublino                                                                                            | 2-12                                                                                               | Derry                                                                                              | 1-9                                                                                                |
| 1959 | 27 settembre                                                                                       | Croke Park                                                                                         | 85,897                                                                                             | Kerry                                                                                              | 3-7                                                                                                | Galway                                                                                             | 1-4                                                                                                |
| 1960 | 25 settembre                                                                                       | Croke Park                                                                                         | 87,768                                                                                             | Down                                                                                               | 2-10                                                                                               | Kerry                                                                                              | 0-8                                                                                                |
| 1961 | 24 settembre                                                                                       | Croke Park                                                                                         | 90,556                                                                                             | Down                                                                                               | 3-6                                                                                                | Offaly                                                                                             | 2-8                                                                                                |
| 1962 | 23 settembre                                                                                       | Croke Park                                                                                         | 75,771                                                                                             | Kerry                                                                                              | 1-12                                                                                               | Roscommon                                                                                          | 1-6                                                                                                |
| 1963 | 22 settembre                                                                                       | Croke Park                                                                                         | 87,106                                                                                             | Dublino                                                                                            | 1-9                                                                                                | Galway                                                                                             | 0-10                                                                                               |
| 1964 | 27 settembre                                                                                       | Croke Park                                                                                         | 76,498                                                                                             | Galway                                                                                             | 0-15                                                                                               | Kerry                                                                                              | 0-10                                                                                               |
| 1965 | 26 settembre                                                                                       | Croke Park                                                                                         | 77,735                                                                                             | Galway                                                                                             | 0-12                                                                                               | Kerry                                                                                              | 0-9                                                                                                |
| 1966 | 25 settembre                                                                                       | Croke Park                                                                                         | 71,569                                                                                             | Galway                                                                                             | 1-10                                                                                               | Meath                                                                                              | 0-7                                                                                                |
| 1967 | 24 settembre                                                                                       | Croke Park                                                                                         | 70,343                                                                                             | Meath                                                                                              | 1-9                                                                                                | Cork                                                                                               | 0-9                                                                                                |
| 1968 | 22 settembre                                                                                       | Croke Park                                                                                         | 71,294                                                                                             | Down                                                                                               | 2-12                                                                                               | Kerry                                                                                              | 1-13                                                                                               |
| 1969 | 28 settembre                                                                                       | Croke Park                                                                                         | 67,828                                                                                             | Kerry                                                                                              | 0-10                                                                                               | Offaly                                                                                             | 0-7                                                                                                |
| 1970 | 27 settembre                                                                                       | Croke Park                                                                                         | 71 775                                                                                             | Kerry                                                                                              | 2-19                                                                                               | Meath                                                                                              | 0-18                                                                                               |
| 1971 | 26 settembre                                                                                       | Croke Park                                                                                         | 70,789                                                                                             | Offaly                                                                                             | 1-14                                                                                               | Galway                                                                                             | 2-8                                                                                                |
| 1972 | 15 ottobre                                                                                         | Croke Park                                                                                         | 66,136                                                                                             | Offaly                                                                                             | 1-19                                                                                               | Kerry                                                                                              | 0-13                                                                                               |
| 1973 | 23 settembre                                                                                       | Croke Park                                                                                         | 73,308                                                                                             | Cork                                                                                               | 3-17                                                                                               | Galway                                                                                             | 2-13                                                                                               |
| 1974 | 22 settembre                                                                                       | Croke Park                                                                                         | 71,898                                                                                             | Dublino                                                                                            | 0-14                                                                                               | Galway                                                                                             | 1-6                                                                                                |
| 1975 | 28 settembre                                                                                       | Croke Park                                                                                         | 66,346                                                                                             | Kerry                                                                                              | 2-12                                                                                               | Dublino                                                                                            | 0-11                                                                                               |
| 1976 | 26 settembre                                                                                       | Croke Park                                                                                         | 73,588                                                                                             | Dublino                                                                                            | 3-8                                                                                                | Kerry                                                                                              | 0-10                                                                                               |
| 1977 | 25 settembre                                                                                       | Croke Park                                                                                         | 66,542                                                                                             | Dublino                                                                                            | 5-12                                                                                               | Armagh                                                                                             | 3-6                                                                                                |
| 1978 | 24 settembre                                                                                       | Croke Park                                                                                         | 71,503                                                                                             | Kerry                                                                                              | 5-11                                                                                               | Dublino                                                                                            | 0-9                                                                                                |
| 1979 | 16 settembre                                                                                       | Croke Park                                                                                         | 72,185                                                                                             | Kerry                                                                                              | 3-13                                                                                               | Dublino                                                                                            | 1-8                                                                                                |
| 1980 | 21 settembre                                                                                       | Croke Park                                                                                         | 63,854                                                                                             | Kerry                                                                                              | 1-9                                                                                                | Roscommon                                                                                          | 1-6                                                                                                |
| 1981 | 20 settembre                                                                                       | Croke Park                                                                                         | 61,489                                                                                             | Kerry                                                                                              | 1-12                                                                                               | Offaly                                                                                             | 0-8                                                                                                |
| 1982 | 16 settembre                                                                                       | Croke Park                                                                                         | 62,309                                                                                             | Offaly                                                                                             | 1-15                                                                                               | Kerry                                                                                              | 0-17                                                                                               |
| 1983 | 18 settembre                                                                                       | Croke Park                                                                                         | 71,988                                                                                             | Dublino                                                                                            | 1-10                                                                                               | Galway                                                                                             | 1-8                                                                                                |
| 1984 | 23 settembre                                                                                       | Croke Park                                                                                         | 68 365                                                                                             | Kerry                                                                                              | 0-14                                                                                               | Dublino                                                                                            | 1-6                                                                                                |
| 1985 | 22 settembre                                                                                       | Croke Park                                                                                         | 69,389                                                                                             | Kerry                                                                                              | 2-12                                                                                               | Dublino                                                                                            | 2-8                                                                                                |
| 1986 | 21 settembre                                                                                       | Croke Park                                                                                         | 68,628                                                                                             | Kerry                                                                                              | 2-15                                                                                               | Tyrone                                                                                             | 1-10                                                                                               |
| 1987 | 20 settembre                                                                                       | Croke Park                                                                                         | 68,431                                                                                             | Meath                                                                                              | 1-14                                                                                               | Cork                                                                                               | 0-11                                                                                               |
| 1988 | 9 ottobre                                                                                          | Croke Park                                                                                         | 64,069                                                                                             | Meath                                                                                              | 0-13                                                                                               | Cork                                                                                               | 0-9                                                                                                |
| 1989 | 17 settembre                                                                                       | Croke Park                                                                                         | 65,519                                                                                             | Cork                                                                                               | 0-17                                                                                               | Mayo                                                                                               | 1-11                                                                                               |
| 1990 | 16 settembre                                                                                       | Croke Park                                                                                         | 65,723                                                                                             | Cork                                                                                               | 0-11                                                                                               | Meath                                                                                              | 0-9                                                                                                |
| 1991 | 15 settembre                                                                                       | Croke Park                                                                                         | 64 500                                                                                             | Down                                                                                               | 1-16                                                                                               | Meath                                                                                              | 1-14                                                                                               |
| 1992 | 20 settembre                                                                                       | Croke Park                                                                                         | 64,547                                                                                             | Donegal                                                                                            | 0-18                                                                                               | Dublino                                                                                            | 0-14                                                                                               |
| 1993 | 19 settembre                                                                                       | Croke Park                                                                                         | 64 500                                                                                             | Derry                                                                                              | 1-14                                                                                               | Cork                                                                                               | 2-8                                                                                                |
| 1994 | 18 settembre                                                                                       | Croke Park                                                                                         | 58,684                                                                                             | Down                                                                                               | 1-12                                                                                               | Dublino                                                                                            | 0-13                                                                                               |
| 1995 | 17 settembre                                                                                       | Croke Park                                                                                         | 65 000                                                                                             | Dublino                                                                                            | 1-10                                                                                               | Tyrone                                                                                             | 0-12                                                                                               |
| 1996 | 29 settembre                                                                                       | Croke Park                                                                                         | 65,802                                                                                             | Meath                                                                                              | 2-9                                                                                                | Mayo                                                                                               | 1-11                                                                                               |
| 1997 | 28 settembre                                                                                       | Croke Park                                                                                         | 65,601                                                                                             | Kerry                                                                                              | 0-13                                                                                               | Mayo                                                                                               | 1-7                                                                                                |
| 1998 | 27 settembre                                                                                       | Croke Park                                                                                         | 65,886                                                                                             | Galway                                                                                             | 1-14                                                                                               | Kildare                                                                                            | 1-10                                                                                               |
| 1999 | 26 settembre                                                                                       | Croke Park                                                                                         | 63,276                                                                                             | Meath                                                                                              | 1-11                                                                                               | Cork                                                                                               | 1-8                                                                                                |
| 2000 | 7 ottobre                                                                                          | Croke Park                                                                                         | 64,094                                                                                             | Kerry                                                                                              | 0-17                                                                                               | Galway                                                                                             | 1-10                                                                                               |
| 2001 | 23 settembre                                                                                       | Croke Park                                                                                         | 70,842                                                                                             | Galway                                                                                             | 0-17                                                                                               | Meath                                                                                              | 0-8                                                                                                |
| 2002 | 22 settembre                                                                                       | Croke Park                                                                                         | 79 500                                                                                             | Armagh                                                                                             | 1-12                                                                                               | Kerry                                                                                              | 0-14                                                                                               |
| 2003 | 28 settembre                                                                                       | Croke Park                                                                                         | 79,394                                                                                             | Tyrone                                                                                             | 0-12                                                                                               | Armagh                                                                                             | 0-9                                                                                                |
| 2004 | 26 settembre                                                                                       | Croke Park                                                                                         | 79,749                                                                                             | Kerry                                                                                              | 1-20                                                                                               | Mayo                                                                                               | 2-9                                                                                                |
| 2005 | 25 settembre                                                                                       | Croke Park                                                                                         | 82,112                                                                                             | Tyrone                                                                                             | 1-16                                                                                               | Kerry                                                                                              | 2-10                                                                                               |
| 2006 | 17 settembre                                                                                       | Croke Park                                                                                         | 82,289                                                                                             | Kerry                                                                                              | 4-15                                                                                               | Mayo                                                                                               | 3-5                                                                                                |
| 2007 | 16 settembre                                                                                       | Croke Park                                                                                         | 82,126                                                                                             | Kerry                                                                                              | 3-13                                                                                               | Cork                                                                                               | 1-9                                                                                                |
| 2008 | 21 settembre                                                                                       | Croke Park                                                                                         | 82,204                                                                                             | Tyrone                                                                                             | 1-15                                                                                               | Kerry                                                                                              | 0-14                                                                                               |
| 2009 | 20 settembre                                                                                       | Croke Park                                                                                         | 82,246                                                                                             | Kerry                                                                                              | 0-16                                                                                               | Cork                                                                                               | 1-9                                                                                                |
| 2010 | 19 settembre                                                                                       | Croke Park                                                                                         | 81,604                                                                                             | Cork                                                                                               | 0-16                                                                                               | Down                                                                                               | 0-15                                                                                               |
| 2011 | 18 settembre                                                                                       | Croke Park                                                                                         | 82,300                                                                                             | Dublino                                                                                            | 1-12                                                                                               | Kerry                                                                                              | 1-11                                                                                               |
| 2012 | 23 settembre                                                                                       | Croke Park                                                                                         | 82,269                                                                                             | Donegal                                                                                            | 2-11                                                                                               | Mayo                                                                                               | 0-13                                                                                               |
| 2013 | 22 settembre                                                                                       | Croke Park                                                                                         | 82,274                                                                                             | Dublino                                                                                            | 2-12                                                                                               | Mayo                                                                                               | 1-14                                                                                               |
| 2014 | 21 settembre                                                                                       | Croke Park                                                                                         | 82,184                                                                                             | Kerry                                                                                              | 2-09                                                                                               | Donegal                                                                                            | 0-12                                                                                               |
| 2015 | 20 settembre                                                                                       | Croke Park                                                                                         | 82,243                                                                                             | Dublino                                                                                            | 0-12                                                                                               | Kerry                                                                                              | 0-9                                                                                                |
| 2016 | 1 ottobre                                                                                          | Croke Park                                                                                         | 82,249                                                                                             | Dublino                                                                                            | 1-15                                                                                               | Mayo                                                                                               | 1-14                                                                                               |
| 2017 | 17 settembre                                                                                       | Croke Park                                                                                         | 82,243                                                                                             | Dublino                                                                                            | 1-17                                                                                               | Mayo                                                                                               | 1-16                                                                                               |
| 2018 | 2 settembre                                                                                        | Croke Park                                                                                         | 82,300                                                                                             | Dublino                                                                                            | 2-17                                                                                               | Tyrone                                                                                             | 1-14                                                                                               |
| 2019 | 14 settembre                                                                                       | Croke Park                                                                                         | 82,300                                                                                             | Dublino                                                                                            | 1-18                                                                                               | Kerry                                                                                              | 0-15                                                                                               |
| 2020 | 19 dicembre                                                                                        | Croke Park                                                                                         | -                                                                                                  | Dublino                                                                                            | 2-14                                                                                               | Mayo                                                                                               | 0-15                                                                                               |

## Albo d'oro delle contee
|    | Squadra   | Vittorie | Ultima vittoria | Finalista perdente | Ultima finale |
| -- | --------- | -------- | --------------- | ------------------ | ------------- |
| 1  | Kerry     | 38       | 2022            | 21                 | 2023          |
| 2  | Dublino   | 31       | 2023            | 13                 | 2023          |
| 3  | Galway    | 9        | 2001            | 13                 | 2000          |
| 4  | Meath     | 7        | 1999            | 9                  | 2001          |
|    | Cork      | 7        | 2010            | 16                 | 2009          |
| 6  | Cavan     | 5        | 1952            | 6                  | 1949          |
|    | Wexford   | 5        | 1918            | 3                  | 1914          |
|    | Down      | 5        | 1994            | 1                  | 2010          |
| 9  | Kildare   | 4        | 1928            | 5                  | 1998          |
|    | Tipperary | 4        | 1920            | 1                  | 1918          |
| 11 | Mayo      | 3        | 1951            | 12                 | 2020          |
|    | Offaly    | 3        | 1982            | 3                  | 1981          |
|    | Louth     | 3        | 1957            | 3                  | 1950          |
|    | Tyrone    | 3        | 2008            | 2                  | 2018          |
| 15 | Roscommon | 2        | 1944            | 4                  | 1980          |
|    | Limerick  | 2        | 1896            | 0                  |               |
|    | Donegal   | 2        | 2012            | 1                  | 2014          |
|    | Armagh    | 2        | 2024            | 3                  | 2003          |
| 19 | Derry     | 1        | 1993            | 1                  | 1958          |

## Albo d'oro delle province
|   | Provincia | Vittorie | Ultima vittoria | Vincitori                                                               |
| - | --------- | -------- | --------------- | ----------------------------------------------------------------------- |
| 1 | Munster   | 51       | 2014            | Kerry (37), Cork (7), Tipperary (4), Limerick (2)                       |
| 2 | Leinster  | 50       | 2011            | Dublin (28), Meath (7), Wexford (5), Kildare (4), Offaly (3), Louth (3) |
| 3 | Ulster    | 18       | 2024            | Cavan (5), Down (5), Tyrone (3), Donegal (2), Armagh (2), Derry (1)     |
| 4 | Connacht  | 14       | 2001            | Galway (9), Mayo (3), Roscommon (2)                                     |

## Contee mai vincenti
| Provincia | Contea (Ultima finale)                                       |
| --------- | ------------------------------------------------------------ |
| Leinster  | Carlow, Kilkenny, Laois (1936), Longford, Westmeath, Wicklow |
| Connacht  | Leitrim, Sligo, London (1908), New York                      |
| Ulster    | Antrim (1912), Fermanagh, Monaghan (1930)                    |
| Munster   | Clare (1917), Waterford (1898)                               |